# Saint-Bauzile (Lozère)
Saint-Bauzile – miejscowość i gmina we Francji, w regionie Oksytania, w departamencie Lozère.
Według danych na rok 1990 gminę zamieszkiwały 472 osoby, a gęstość zaludnienia wynosiła 16 osób/km² (wśród 1545 gmin Langwedocji-Roussillon Saint-Bauzile plasuje się na 530. miejscu pod względem liczby ludności, natomiast pod względem powierzchni na miejscu 198.).

## Populacja

Populacja Saint-Bauzile w latach 1962–2008